# Karseboomsbrug

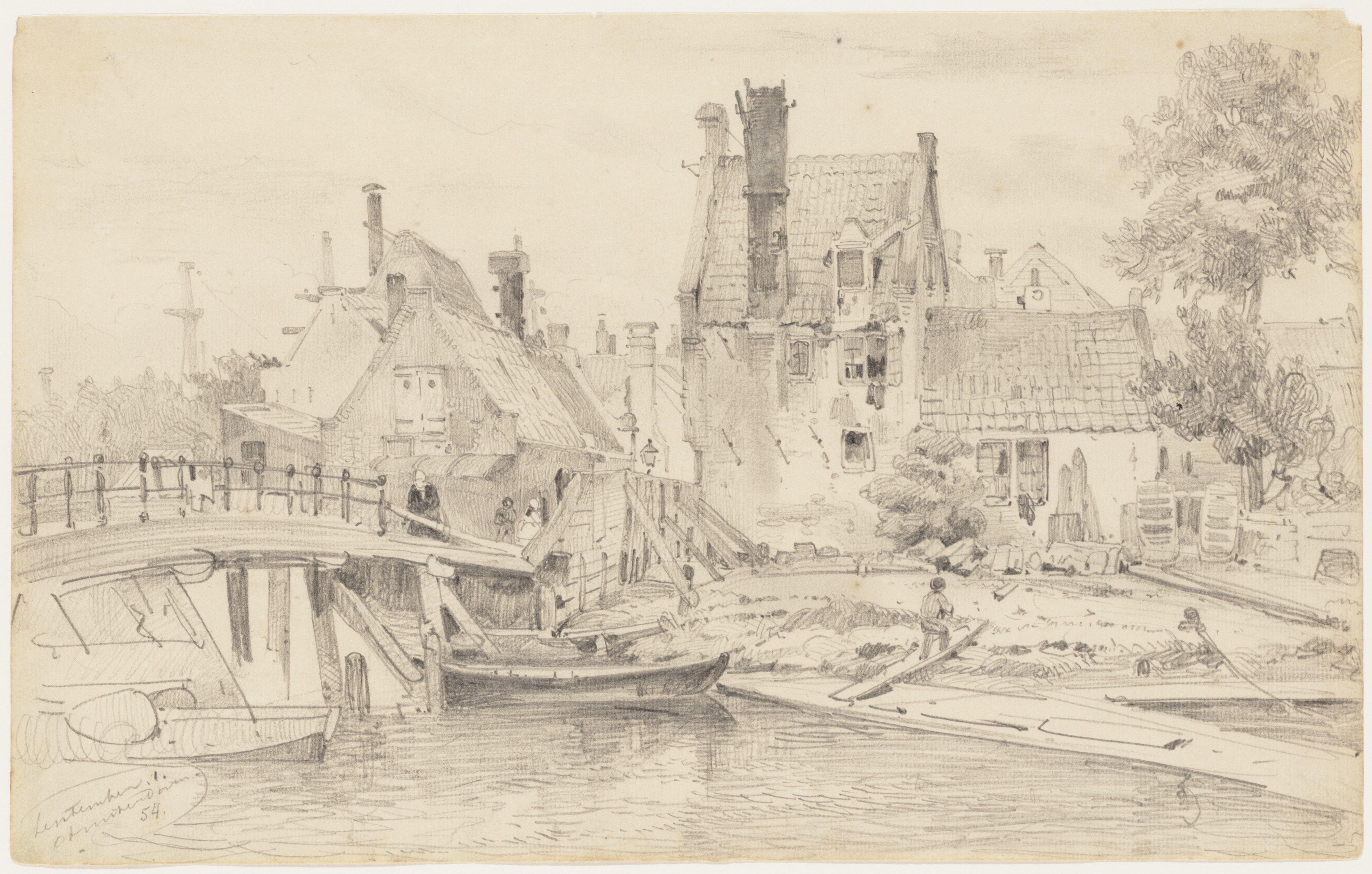
Gezicht op Karseboomsbrug

De Karseboomsbrug of Karsseboomsbrug (brug 318) was een brug in Amsterdam-Centrum.
De brug overspande de Zoutkeetsgracht in wat later de Zeeheldenbuurt ging heten. Ze vormde de verbinding tussen de noordelijke kade van die gracht en de Vierwindendwarsstraat. Ze is terug te vinden op de stadsplattegrond van Gerrit de Broen uit 1737, ze overspant dan de "Soutkeets Graft". Ze is echter ook al te zien als oorgatbrug op de stadsplattegrond van Balthasar Florisz. van Berckenrode uit 1625, ook dan verzorgt ze samen met de Petemayenbrug de verbinding tussen het schiereiland waarop Bolwerk Blauwe Hoofd ligt en het Realeneiland. Ook op de stadsplattegrond van stadsarchitect Daniël Stalpaert uit 1662 is deze brug zichtbaar.
De brug dankte haar naam aan een gebouw dat aan de Zoutkeetsgracht stond en in de gevel een karseboom als gevelsteen had. Naast dat gebouw liep ook een van de Karseboomsgangen die Amsterdam rijk was (in 1874 nog vier). De brug verdween in 1858 toen de gemeente Amsterdam een voorstel behandelde ter "amotie van de bruggen 318 en 320"; brug 318 verdween inderdaad, maar een stemming leidde tot het behoud van de Drieharingenbrug (320). Een half jaar later was de brug gesloopt. Het bijbehorende pakhuis en gang zijn inmiddels eveneens verdwenen. Het brugnummer werd even later gebruikt ter administratie van de Zoutkeetsbrug, die in de volksmond ook enige tijd Karseboomsbrug werd genoemd.   

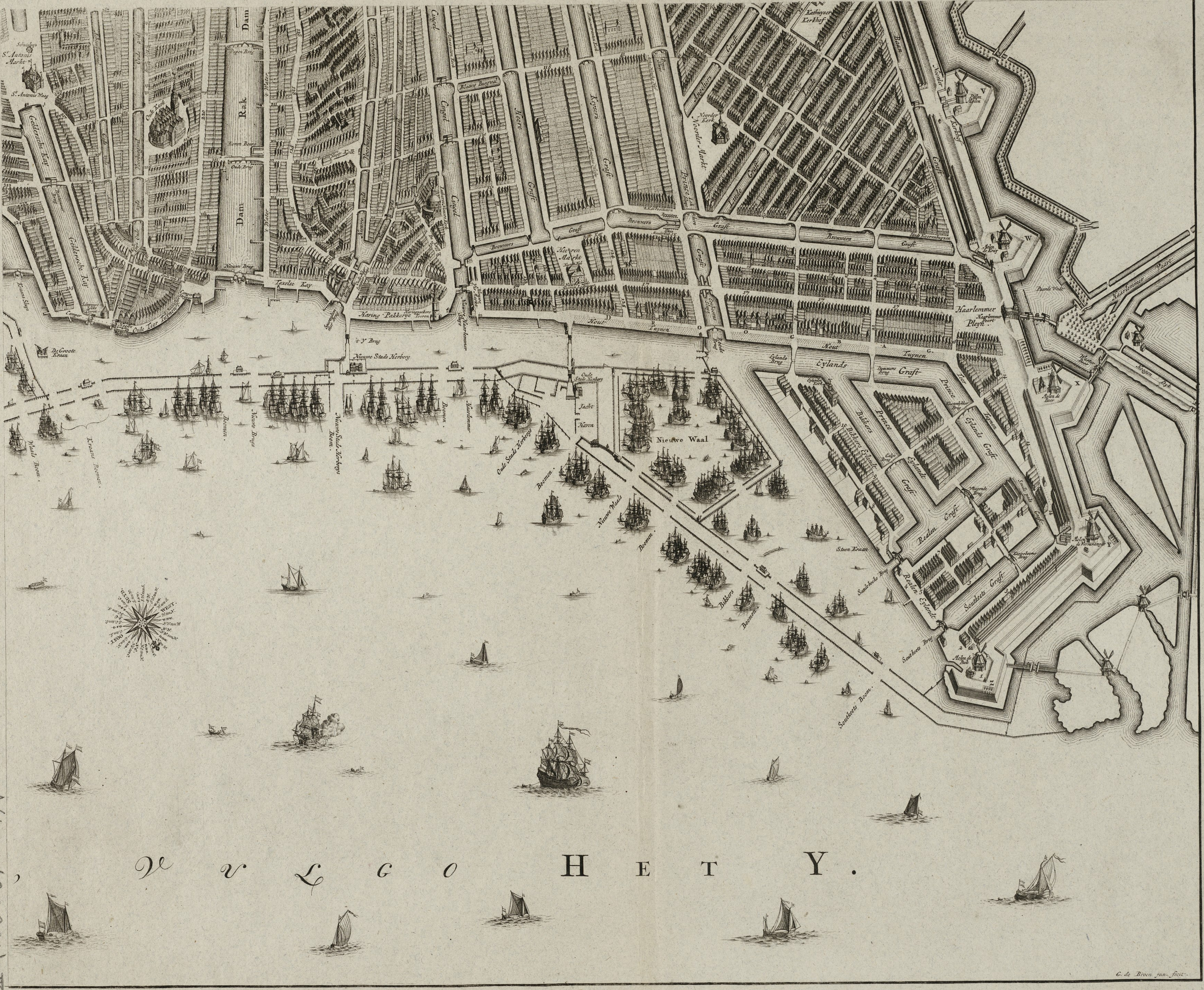
Plattegrond van De Broen; de brug rechts van de Petemayenbrug